# サラティ
サラティ (Sarati) はJ・R・R・トールキンによる架空文字。かれの神話のなかでは、ヴァリノールにあるティリオンのルーミルの発明である。のちに中つ国でも現実でも親しまれたフェアノールのテングワールは、サラティを範に作られた。テングワールやほかのエルフの文字、キアスと違い、サラティの書字方向は複数あって、そのなかで上から下に書くもの（縦書き）がもっとも普通だった。ほかには左から右へ、右から左へ、更には牛耕式 (ブストロフェドン) で書かれた。
のちのテングワールでは字が子音を表し、ダイアクリティカルマーク（テングワールに関する術語ではテフタと呼ばれる）が母音を表すが、サラティでは、母音記号は、縦書きのとき字の左側（ときに右側）に書かれ、横書きのとき上側（ときに下側）に書かれる。トールキンによれば、子音は母音より顕著であり、また母音はほぼ修飾だと考えられた。クウェンヤを書き表すとき、もっともつかわれる母音であるため“a”を示す記号はふつう省略された。これにより、サラティは“a”を随伴母音とするアブギダと呼べるかもしれない。